# پوژگرماتس
پوژگرماتس (به صربی: Požegrmac) یک منطقهٔ مسکونی در صربستان است که در پریبوی واقع شده‌است. پوژگرماتس ۱۸۸ نفر جمعیت دارد.